# Liste der Bodendenkmale in Schönburg (Saale)
In der Liste der Bodendenkmale in Schönburg (Saale) sind alle Bodendenkmale der Gemeinde Schönburg und ihrer Ortsteile aufgelistet. Grundlage ist die Veröffentlichung der Landesdenkmalliste mit Stand vom 25. Februar 2016. Die Baudenkmale sind in der Liste der Kulturdenkmale in Schönburg (Saale) aufgeführt.
| Denkmal-ID          | Fundart             | Ortsteil   | Bezeichnung                   | Zeitstellung | Lage                                                        | Bemerkungen | Bild |
| ------------------- | ------------------- | ---------- | ----------------------------- | ------------ | ----------------------------------------------------------- | --- | ---- |
| 428300059           | besonderer Stein    | Possenhain | Steinkreuz                    | Mittelalter  | Weggabelung zwischen „Marktholz“ und „Kirchholz“ ()         | Steinkreuz steht unter einem einzelnen Baum unweit des Grabhügels                                                                                  |      |
| 428300058           |                     | Possenhain | Hohlwege, Altwege „Marktholz“ | Mittelalter  | 1 km südöstlich vom Ort, am Hügelgräberfeld „Marktholz“ ()  | doppelter Hohlweg südlich des Grabhügelfeldes |      |
| 428300057           | Grabmal > Grabhügel | Possenhain | vier Hügelgräber „Marktholz“  | Bronzezeit   | 1 km südöstlich vom Ort (Lage)                              | |      |
| 428300051           | Befestigung > Burg  | Schönburg  | Gipfelburg „Schönburg“        | Mittelalter  | im Ort (Lage)                                               | nördlich angrenzende Vorburg bebaut |      |
| 428300052           | Befestigung > Burg  | Schönburg  | Talrandburg „Burgstädel“      | Mittelalter  | 0,7 km südwestlich vom Ort (Lage)                           | eine flache Bodenwelle grenzt das Burgareal nach Osten hin ab, am südlichen Rand zum Steilhang befinden sich Kleingärten bis zur westlichen Spitze |      |
| 428300053 428300661 | Grabmal > Grabhügel | Schönburg  | Hügelgräberfeld „Rotes Holz“  | Neolithikum  | „Rotes Holz“ – 2 km nordöstlich von Schönburg (Lage) (Lage) | |      |
| 428300653           | Grabmal > Grabhügel | Schönburg  | Hügelgräberfeld „Rotes Holz“  | undatiert    | „Vierberge“ nordöstlich von Schönburg (Lage)                | im Süden zur Hangneigung deutlich erkennbar |      |
| 428300054           | Befestigung > Wall  | Schönburg  | Landwehr, Altweg              | undatiert    | 2 km N vom Ort, „Rotes Holz“ ()                             | Altweg im Westen mit Grenzsteinen, streckenweise beidseitig mit flachem Wall                                                                       |      |
| 428300055           | Grabmal > Grabhügel | Schönburg  | vier Hügelgräber „Mönchsholz“ | Bronzezeit   | 1 km nordöstlich im „Mönchsholz“ (Lage)                     | |      |
| 428300056           | Grabmal > Grabhügel | Schönburg  | zwei Hügelgräber „Kirchholz“  | Neolithikum  | 0,6 km südöstlich vom Ort – „Kirchholz“ (Lage)              | |      |
| 428300659           | Grabmal > Grabhügel | Schönburg  | Grabhügel                     | undatiert    | „Vierberge“ nordöstlich von Schönburg (Lage)                | kleiner Hügel, mit max. 6–8 m Durchmesser |      |
| 428300660           | Grabmal > Grabhügel | Schönburg  | Grabhügel                     | undatiert    | „Vierberge“ nordöstlich von Schönburg (Lage)                | im Süden zur Hangneigung deutlich erkennbar |      |